# Gunther Philipp

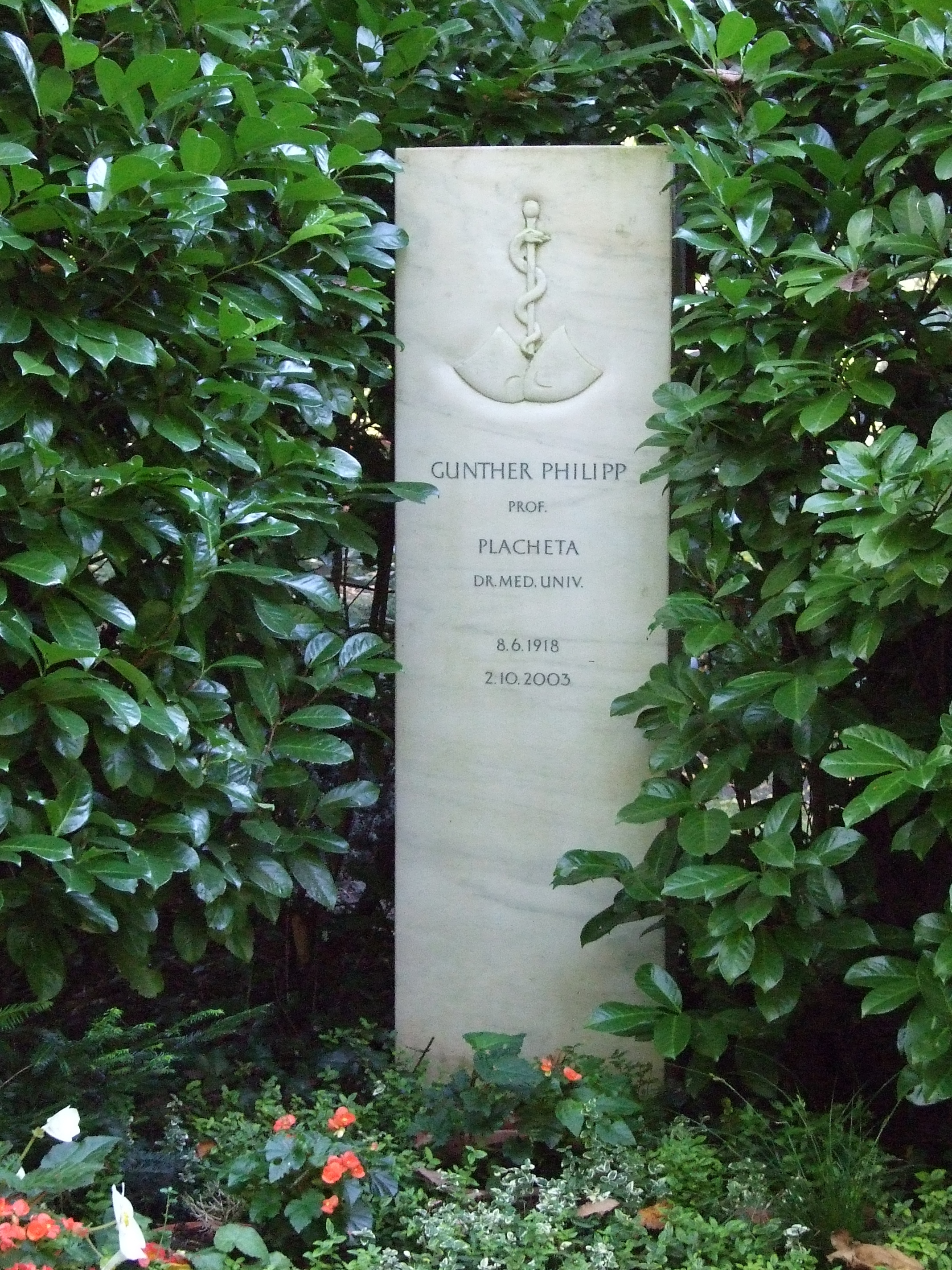
Grabstätte von Gunther Philipp in Köln (2014)

Gunther Philipp (eigentlich: Gunther Placheta; * 8. Juni 1918 in Töplitz, Österreich-Ungarn; † 2. Oktober 2003 in Bad Godesberg) war ein österreichischer Schauspieler, Sportler und Arzt.

## Leben
Gunther Philipp wurde als Sohn des späteren Tierarztes und Komponisten Hugo Placheta und dessen Ehefrau Therese, geb. Raninger, in Töplitz (heute: Toplița, Rumänien) geboren, wo sein Vater im Ersten Weltkrieg stationiert war. Bald nach der Geburt kehrte die Familie in ihren Heimatort Wien zurück. Seine Schulbildung erhielt Philipp in Wien und in Innsbruck (bei späteren Besuchen in Hötting in Innsbruck bezeichnete er sich gerne selber als halben Höttinger). Philipp war ein erfolgreicher Schwimmer: Er hielt 14 Jahre lang den österreichischen Rekord im 100-Meter-Brustschwimmen. Er war auch im Kader der österreichischen Olympiamannschaft 1936 in Berlin, wurde allerdings aus politischen Gründen nicht nominiert, weil er dem nationalsozialistisch dominierten „Ersten Wiener Amateur Sport Club“ nicht beitreten wollte.
Nach der Matura 1937 studierte Philipp an der Universität Wien zunächst Philosophie und anschließend Medizin. In den letzten Semestern inskribierte er auch Psychologie. Während des Zweiten Weltkriegs erfolgte die Ausbildung in Innerer Medizin, mit Schwerpunkt Kardiologie bei Karl Fellinger, parallel dazu studierte er am Max-Reinhardt-Seminar Schauspiel. Als Gunther Placheta versah er tagsüber Spitaldienst an der Psychiatrischen Klinik des Allgemeinen Krankenhauses. Mit diesem, seinem eigentlichen Namen, wollte er nicht abends auf der Bühne auftreten. Außerdem war er durch das Medizinstudium vom Kriegsdienst suspendiert. Die Aufdeckung seiner Bühnentätigkeit konnte die Exmatrikulation und zugleich einen Marschbefehl an die Front nach sich ziehen. Eine Sekretärin am Max Reinhardt Seminar erteilte ihm den wohlmeinenden Rat sich einen Künstlernamen zuzulegen, der „so klingt wie der eines Hausmeisters“. Nachdem sein Hausmeister – im Einklang mit seinen Initialen – Philipp hieß, entschied er sich für diesen Namen. Am 11. März 1940 beantragte er die Aufnahme in die NSDAP und wurde zum 1. Juni desselben Jahres aufgenommen (Mitgliedsnummer 7.685.137). 1943 promovierte Philipp und leistete seinen Kriegsdienst in einem Feldlazarett. Nach dem Krieg betrieb er kurzzeitig eine Landarztpraxis in Eberstalzell in Oberösterreich und war dann bis 1950 an der Wiener Universitätsklinik für Neurologie und Psychiatrie tätig. Als Assistent von Hans Hoff durchlief er die Facharztausbildung in der Neurologie. Eine seiner Patientinnen war 1946 die nervenkranke Schauspielerin Paula Wessely.
Im Jahr 1946 gründete er gemeinsam mit Peter Wehle und Fred Kraus die Kabarettgruppe „Die kleinen Vier“. Ende 1949 gab Philipp seinen bürgerlichen Beruf weitgehend auf und arbeitete überwiegend als Schauspieler oder Moderator, behielt jedoch zeitlebens ein starkes Interesse an medizinischen Themen bei und las entsprechende Fachzeitschriften. Nebenher schrieb er auch unzählige Programme für das Radio und Drehbücher für den Film. Erfolge feierte er auch am Theater als Boulevard-Schauspieler. Bekannt wurden seine Filme mit Peter Alexander und Hans Moser, die er durch seine spezifische Komik bereicherte.
In den 1950er-Jahren gründete Philipp einen eigenen Motorsport-Rennstall Ecurie Vienne und startete in der Gran-Turismo-Klasse. Er wurde in den 1960er-Jahren mehrmaliger österreichischer Staatsmeister. Nach dem Ende seiner aktiven Laufbahn moderierte er zusammen mit Jochen Rindt (nach dessen Tod allein) die ORF-Sendung Motorama.
Gunther Philipp gehörte vor allem in den 1950er- und 1960er-Jahren zu den beliebtesten und meistbeschäftigten deutschsprachigen Schauspielern. Er wirkte in 147 Film- und Fernsehrollen mit.
Als Autor verfasste Philipp 21 Drehbücher.
Er war viermal verheiratet, zuletzt mit der wesentlich jüngeren Arzttochter Gisela Kirchberg aus Köln, und war Vater von drei Söhnen.
Am 2. Oktober 2003 starb Gunther Philipp nach langjähriger Krankheit im Alter von 85 Jahren in einer Klinik in Bonn-Bad Godesberg. Sein Grab befindet sich auf dem Melaten-Friedhof in Köln in unmittelbarer Nachbarschaft zu den Schauspielerkollegen Willy Birgel, René Deltgen sowie Gisela Uhlen, deren Ehemann er in der Serie Forsthaus Falkenau bis zu seinem Tod gespielt hatte.
Nachdem er oft in der Wachau Filme gedreht hatte, wurde ihm dort ein Museum eingerichtet – im Hotel Mariandl, dem Drehort des Films Der Hofrat Geiger in Spitz an der Donau in Niederösterreich.

## Filmografie (Auswahl)
- 1949: Märchen vom Glück
- 1949: Kleiner Schwindel am Wolfgangsee
- 1950: Schuß durchs Fenster
- 1950: Liebe auf Eis
- 1950: Skandal in der Botschaft
- 1951: Eva erbt das Paradies
- 1952: Der Mann in der Wanne
- 1952: Ideale Frau gesucht
- 1952: Der Obersteiger
- 1953: Die Rose von Stambul
- 1953: Der keusche Josef
- 1953: Tante Jutta aus Kalkutta
- 1953: Geh mach Dein Fensterl auf
- 1953: Kaiserwalzer
- 1953: Der Vetter aus Dingsda
- 1954: Die süßesten Früchte
- 1954: Rosen aus dem Süden
- 1954: Kaisermanöver
- 1954: Große Star-Parade
- 1954: Schützenliesel
- 1955: Ja, so ist das mit der Liebe (Ehesanatorium)
- 1955: Die Deutschmeister
- 1955: Der fröhliche Wanderer
- 1955: Zwei Herzen und ein Thron
- 1955: Ja, ja, die Liebe in Tirol
- 1955: Der Kongreß tanzt
- 1956: IA in Oberbayern
- 1956: Symphonie in Gold
- 1956: …und wer küßt mich? (Ein Herz und eine Seele)
- 1956: Lügen haben hübsche Beine
- 1956: Lumpazivagabundus
- 1956: Wenn Poldi ins Manöver zieht (Manöverzwilling)
- 1956: Die Christel von der Post
- 1956: Kaiserjäger
- 1956: Der Bettelstudent
- 1956: Der schräge Otto
- 1957: Das Mädchen ohne Pyjama
- 1957: Das haut hin
- 1957: Kindermädchen für Papa gesucht
- 1957: Hoch droben auf dem Berg
- 1957: Scherben bringen Glück
- 1957: Der kühne Schwimmer
- 1957: Die Beine von Dolores
- 1957: Der Graf von Luxemburg
- 1958: Mikosch, der Stolz der Kompanie
- 1958: Münchhausen in Afrika
- 1958: Mein Mädchen ist ein Postillion
- 1958: Wenn Mädchen ins Manöver zieh’n
- 1958: Gräfin Mariza
- 1959: Mikosch im Geheimdienst
- 1959: Zwölf Mädchen und ein Mann
- 1960: Bomben auf Monte Carlo
- 1960: Ich zähle täglich meine Sorgen
- 1960: Das Dorf ohne Moral
- 1960: Im weißen Rößl
- 1960: O sole mio
- 1961: Kauf Dir einen bunten Luftballon
- 1961: Die Abenteuer des Grafen Bobby
- 1961: Ach Egon!
- 1961: Vor Jungfrauen wird gewarnt
- 1961: Mariandl
- 1961: Blond muß man sein auf Capri
- 1961: Ein Stern fällt vom Himmel
- 1961: Saison in Salzburg
- 1961: Unsere tollen Tanten
- 1962: Nachts ging das Telefon
- 1962: Die Fledermaus
- 1962: Die türkischen Gurken
- 1962: Das süße Leben des Grafen Bobby
- 1962: Verrückt und zugenäht
- 1962: Das ist die Liebe der Matrosen
- 1962: Hochzeitsnacht im Paradies
- 1962: Ein Gruß aus Wien (Almost Angels)
- 1962: Mariandls Heimkehr
- 1962: Unter Wasser küßt man nicht
- 1962: Die lustige Witwe
- 1963: Unsere tollen Nichten
- 1963: Schwejks Flegeljahre
- 1963: Unsere tollen Tanten in der Südsee
- 1963: Der Musterknabe
- 1963: Mit besten Empfehlungen
- 1963: Ist Geraldine ein Engel?
- 1963: Im singenden Rössl am Königssee
- 1963: … denn die Musik und die Liebe in Tirol
- 1964: Rote Lippen soll man küssen (Die ganze Welt ist himmelblau)
- 1964: Liebesgrüße aus Tirol
- 1964: Hilfe, meine Braut klaut
- 1964: Jetzt dreht die Welt sich nur um dich
- 1964: Die große Kür
- 1964: Happy-End am Wörthersee (Happy-End am Attersee)
- 1965: … und sowas muß um 8 ins Bett
- 1965: Ein Ferienbett mit 100 PS
- 1965: Tausend Takte Übermut
- 1965: Tante Frieda – Neue Lausbubengeschichten
- 1966: Graf Bobby, der Schrecken des Wilden Westens
- 1966: Das sündige Dorf
- 1966: 00Sex am Wolfgangsee
- 1967: Das große Glück
- 1967: Die Wirtin von der Lahn
- 1967: Wiener Schnitzel
- 1967: Heubodengeflüster
- 1968: Paradies der flotten Sünder
- 1968: Otto ist auf Frauen scharf
- 1969: Das Go-Go-Girl vom Blow-Up
- 1969: Charley’s Onkel
- 1969: Il Nero – Haß war sein Gebet (L’odio è il mio Dio)
- 1970: Wenn die tollen Tanten kommen
- 1970: Frau Wirtin treibt es jetzt noch toller
- 1970: Musik, Musik – da wackelt die Penne
- 1971: Das haut den stärksten Zwilling um
- 1971: Mein Vater, der Affe und ich
- 1971: Tante Trude aus Buxtehude
- 1971: Einer spinnt immer
- 1971: Wenn mein Schätzchen auf die Pauke haut
- 1971: Die tollen Tanten schlagen zu
- 1971: Rudi, benimm dich!
- 1971: Die Kompanie der Knallköppe
- 1972: Außer Rand und Band am Wolfgangsee
- 1974: Zwei im siebenten Himmel
- 1975: Der Geheimnisträger
- 1982: Banana Joe
- 1982: Ein dicker Hund
- 1982: Piratensender Powerplay
- 1983: Plem, Plem – Die Schule brennt
- 1983: Laß das – ich haß’ das
- 2001: Ene mene muh – und tot bist du

### Fernsehserien
- 1972: Cabaret Cabaret
- 1983: Das kann ja heiter werden
- 1983: Der Paragraphenwirt
- 1984: Heiße Wickel – Kalte Güsse
- 1990: Ein Schloß am Wörthersee
- 1993–2002: Forsthaus Falkenau
- 1994: Stella Stellaris
- 1995: Jede Menge Leben
- 1996–1997: Kaisermühlen Blues
- 2000: Hinter Gittern – Der Frauenknast

## Theaterstücke und Rollen
- 1946: Das Konzert (Pollinger)
- 1958: Meine Frau heißt Julius (Julius Oleander)
- 1960: Hurra, ein Junge! (Gottfried Schreckenburg)
- 1961: Eduard III (Eduard I / Eduard II / Eduard III)
- 1965: Hurra – ein Bub! (Gottfried Schreckenburg)
- 1966: Die Kaktusblüte (Julien)
- 1969: Ein Mädchen in der Suppe (Robert Danvers)
- 1970: Versuchs doch mal mit kleinen Mädchen (Raoul Sautelle)
- 1971: Kleine Mädchen? (Raoul Sautelle)
- 1972: Der Herr von „Wagons-Lits“ (Georges Dumesnil)
- 1974: Der Mann der sich nicht traut (Wolfgang Jäger, Standesbeamter)
- 1975: Wann heiraten wir? (Maxime)
- 1975: Ein seltsames Paar (Felix Unger)
- 1976: Vier Fenster zum Garten (Maurice / Bob / Der Maler / Marcel)
- 1977: Die tote Tante und Traugotts Versuchung (Prof. Dr. Traugott Hermann Nägler)
- 1977: Vater einer Tochter (Dr. Robert Stegemann, Zahnarzt)
- 1978: Das Haus von Montevideo (Professor Traugott Nägler)
- 1979: Bitte nur kleine Blumen (George Kimball)
- 1980: Wie man sich bettet (George Robinson)
- 1981: Ein Joghurt für zwei (Amadeus Fischer)
- 1983: Wer mit wem? (Mario Krüger) Lustspiel von Gunther Philipp und Dieter B.
- 1983: Ein Abend bei Curt Goetz, 3 Einakter:
  - 1. Das Märchen (Der Lord)
  - 2. Der Hund im Hirn (Herr Tittori)
  - 3. Minna Magdalena (Martin Sack)
- 1985: Sein bester Freund (Sir John Holt)
- 1986: Urlaub vom ich (Harald Berghoff)
- 1987: Nicht zuhören, meine Damen! (Daniel Bachelet)
- 1988: Damenroulette (Gottfried Möbius) Lustspiel von Gunther Philipp

## Erfolge als Sportler
- 1935: Österreichischer Rekord über 100 m Brust
- 1937: Österreichischer Rekord über 100 m Brust
- 1938: Österreichischer Rekord über 100 m Brust 3 ×
- 1939: Österreichischer Rekord über 100 m Brust (zugleich europäische Jahresbestleistung: 1:11,3)[9]
- 1939: Akademischer Weltrekord bei den deutschen Hochschulmeisterschaften Schriesheim[10] bei Mannheim / Jahresbestleistung 100 m Brust (damit zweiter in der Weltrangliste)
- 1962: Österreichische Staatsmeisterschaft auf Ferrari 250 GT
- 1963: Österreichische Staatsmeisterschaft auf Ferrari GTO
- 1963: Viermal Erster im Großen Preis von Österreich (Zeltweg)

## Auszeichnungen
- Österreichisches Ehrenkreuz für Wissenschaft und Kunst
- Ehrenmedaille der Bundeshauptstadt Wien in Gold
- Im Jahr 2021 wurde in Wien-Landstraße (3. Bezirk) der Gunther-Philipp-Weg nach ihm benannt.

Der auf seinem Grabstein angegebene Professorentitel ist bislang nicht belegt.